# عنکبوت زنبوری
عنکبوت زنبوری (نام علمی: Argiope bruennichi) نام یک گونه از تیره عنکبوت‌های گردباف است که در سراسر مرکز اروپا، شمال اروپا، شمال آفریقا، بخش‌هایی از آسیا و مجمع الجزایر آزور زیست می‌کنند.